# 世界韓民族女性ネットワーク
世界韓民族女性ネットワーク（せかいかんみんぞくじょせいネットワーク）とは、2001年韓国女性家族部主催で発足。世界14カ国に地域担当官を置き、同胞女性の地位向上とネットワーク構築に取り組んでいる。

## 概要
- 2001年、世界韓民族女性ネットワーク発足[1]。
- 2007年7月11日のソウル大会は「韓国の世界化・世界の韓国化」をテーマに開催された。開会式では大韓民国女性家族部張夏真長官が、「国境がなくなりつつあるグローバル社会では、国対国からネットワーク対ネットワークの競争に変化している。世界韓民族女性ネットワークはこうした時代の流れを先導できる組織」であるとの声明を述べている。韓国人女性出席者は韓国及び海外27ヶ国・地域におよんだ。日本からは小沢一郎の秘書金淑賢が日本代表として出席している[2]。また、韓国軍慰安婦の専門家である金貴玉教授も出席している。
- 2008年8月13日、ドイツベルリンにて日本女性会などと日本軍慰安婦についての謝罪を要求するデモを繰り広げた[3]。
- 2009年8月25日から韓国仁川広域市で大会が開かれる予定である[4]。